# Ла Крочела (Казерта)
Ла Крочела је насеље у Италији у округу Казерта, региону Кампанија.
Према процени из 2011. у насељу је живело 22 становника. Насеље се налази на надморској висини од 17 м.